# شکوفه

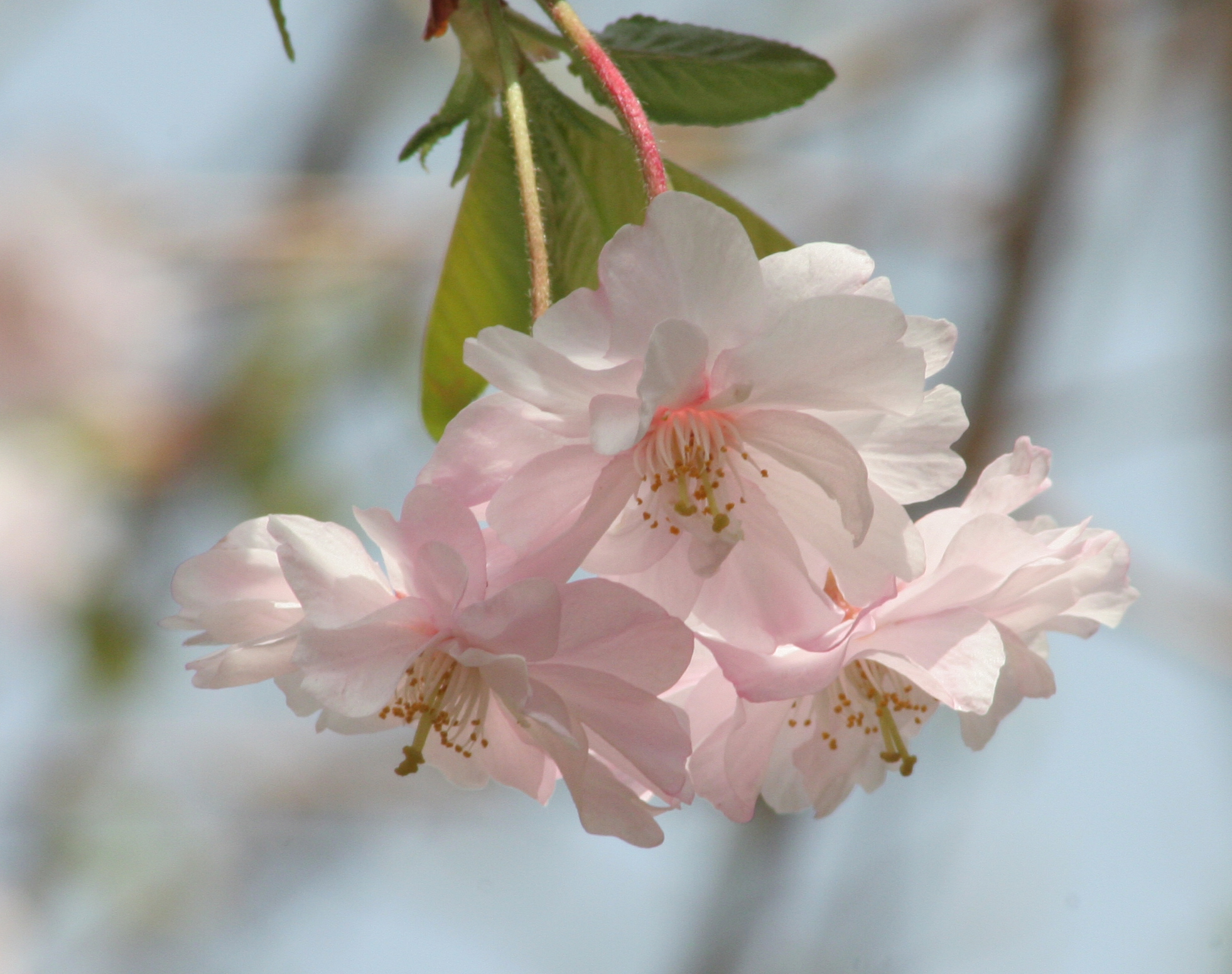
شکوفه‌های درخت گیلاس

شکوفه به جوانهٔ درختان میوه‌دار گفته می‌شوند؛ که در فصل بهار و پیش از رشد میوه‌ها پدید می‌آیند. شکوفه‌ها بیشتر سفید یا صورتی هستند و به وسیله حشرات گرده‌افشانی می‌کنند.

## نگارخانه

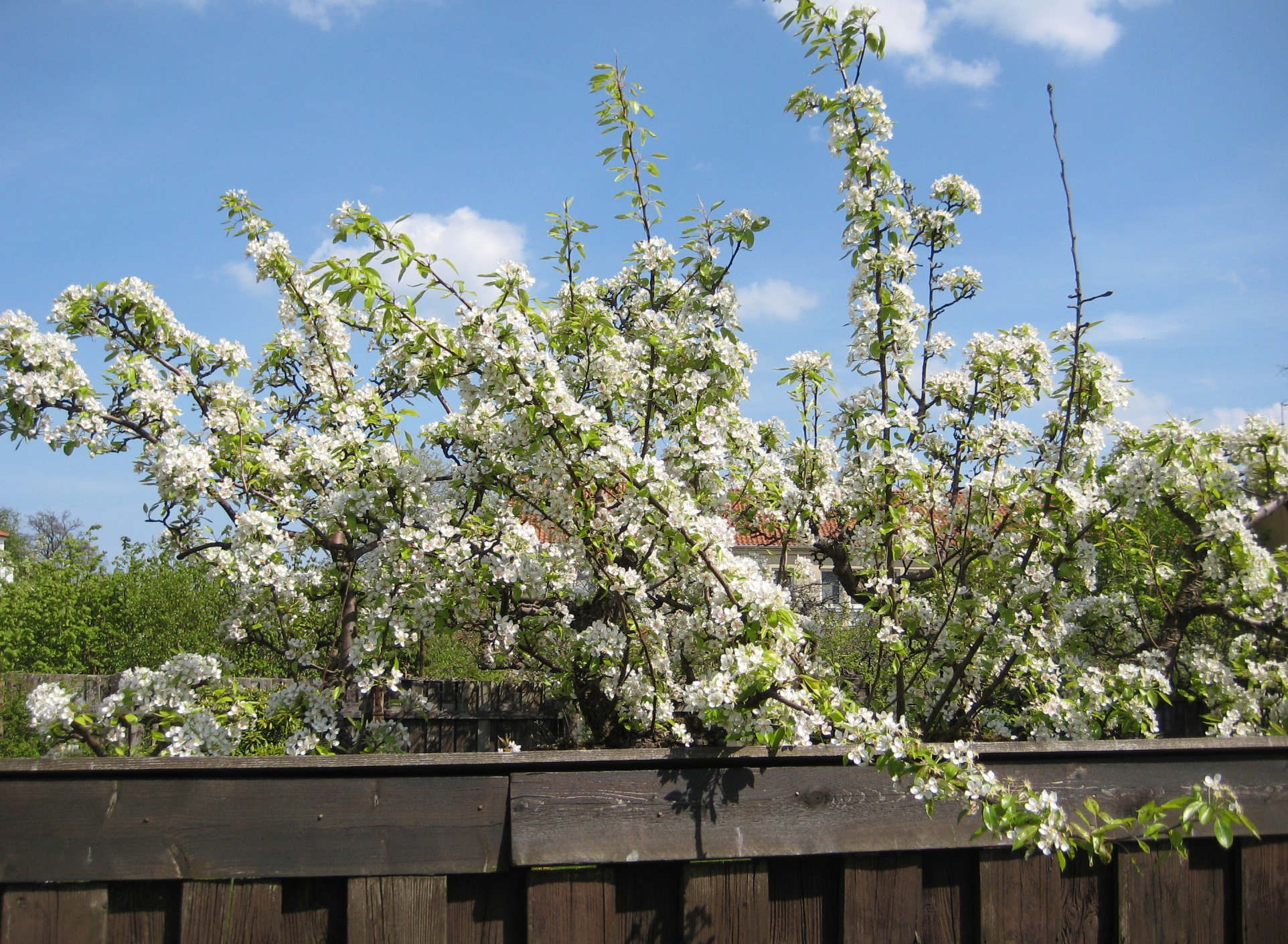
شکوفه گلابی
شکوفه درخت آلبالو
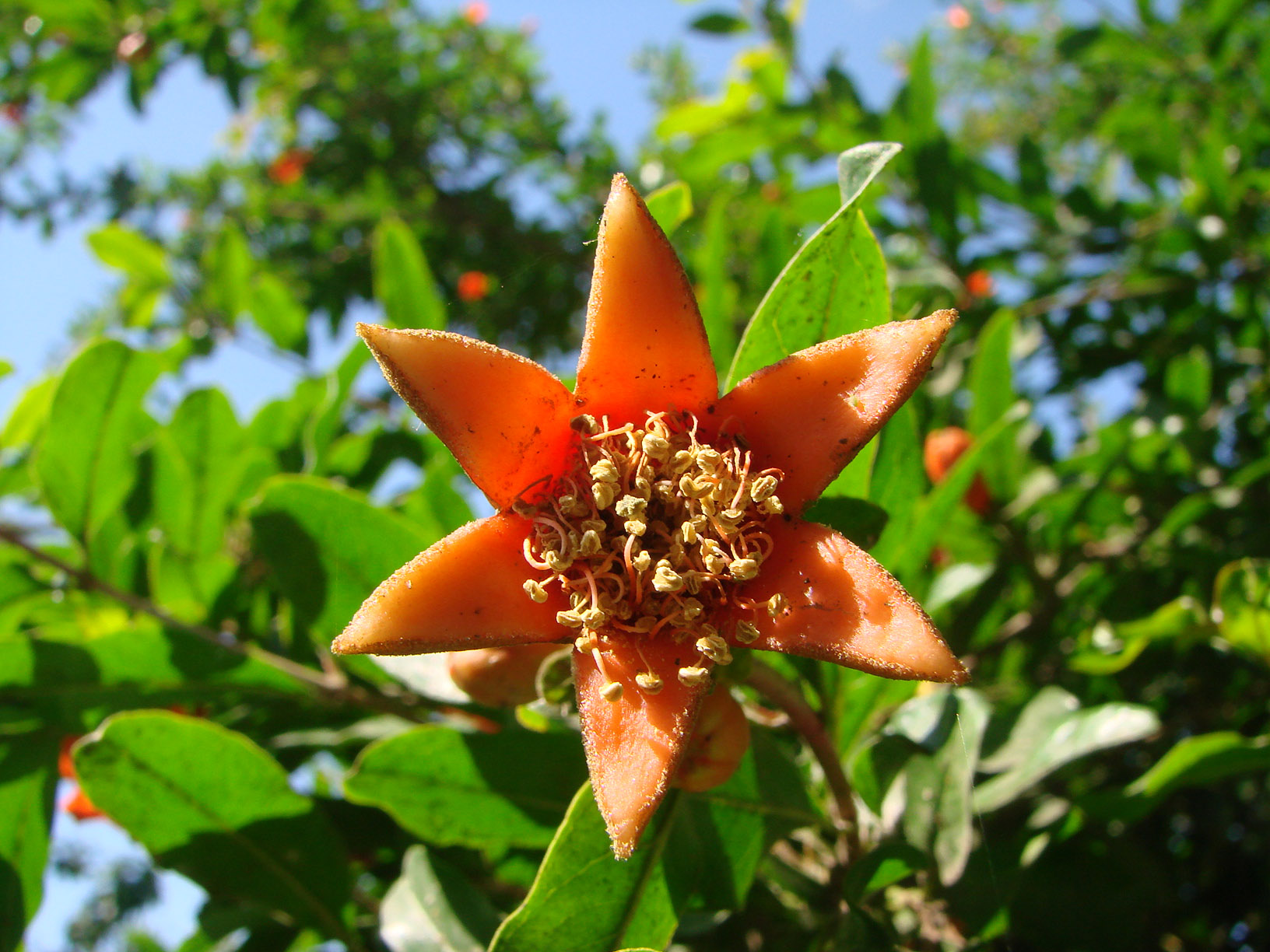
شکوفه انار
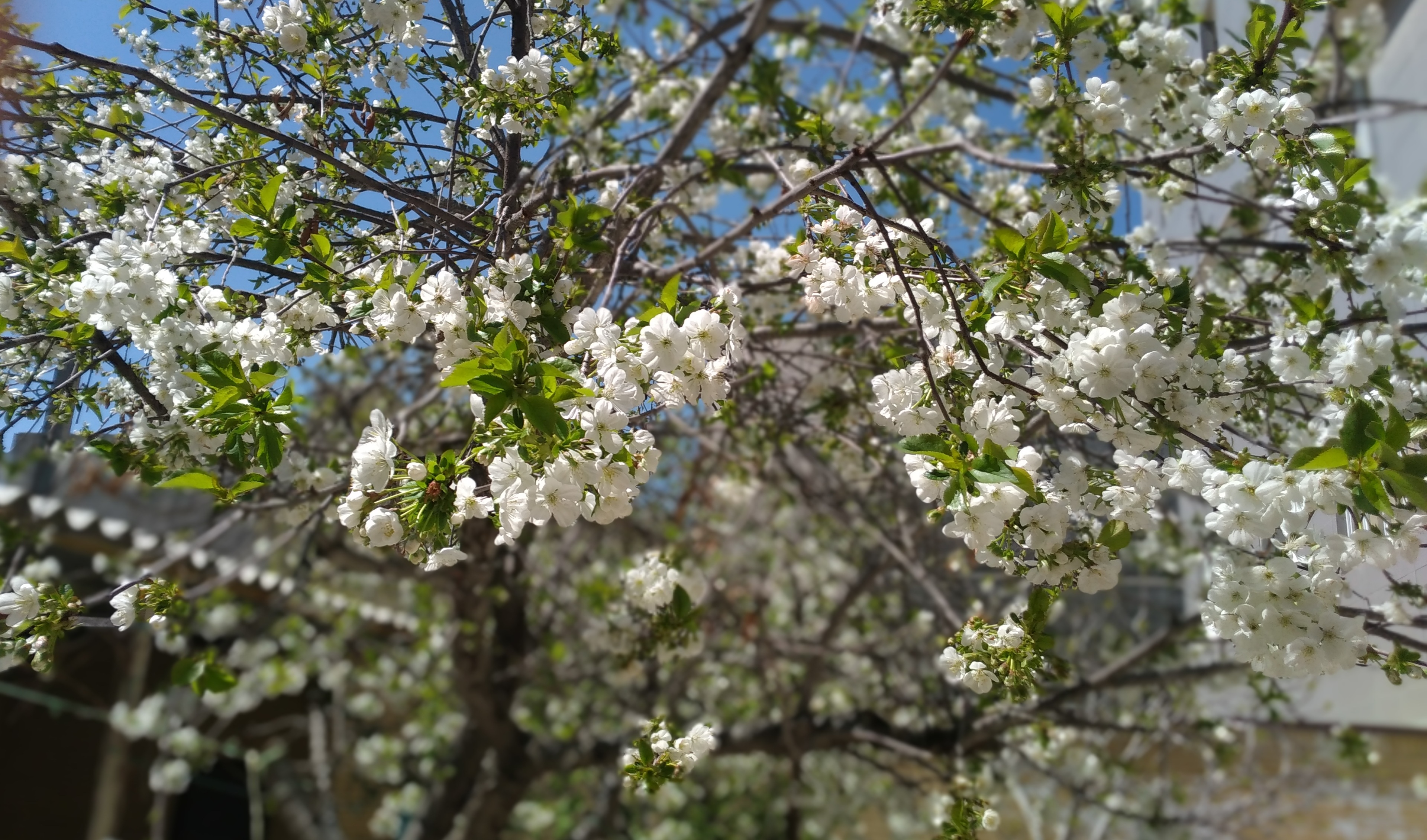
شکوفه درخت آلبالو
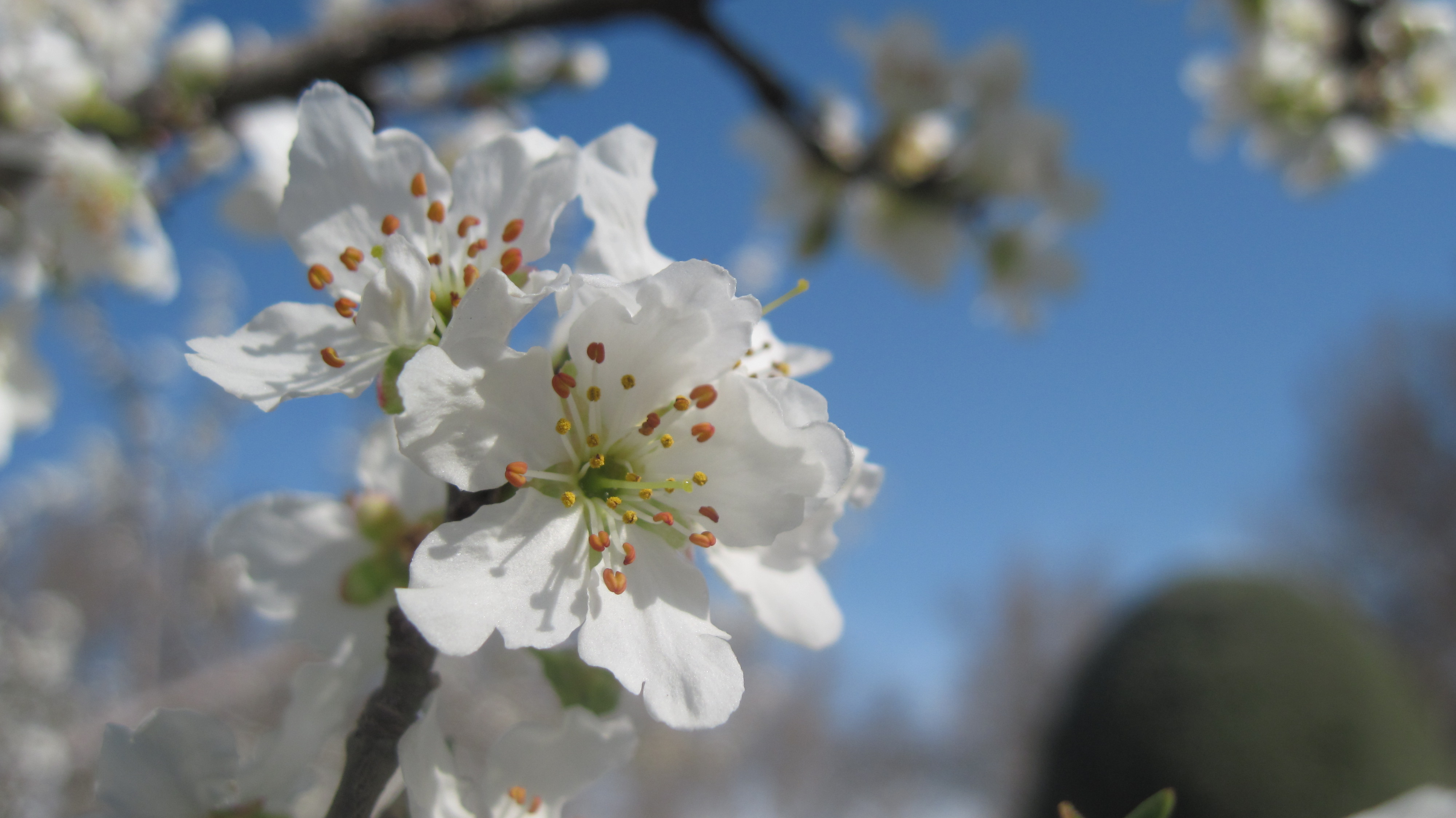
شکوفه[نیازمند توضیح بیشتر]
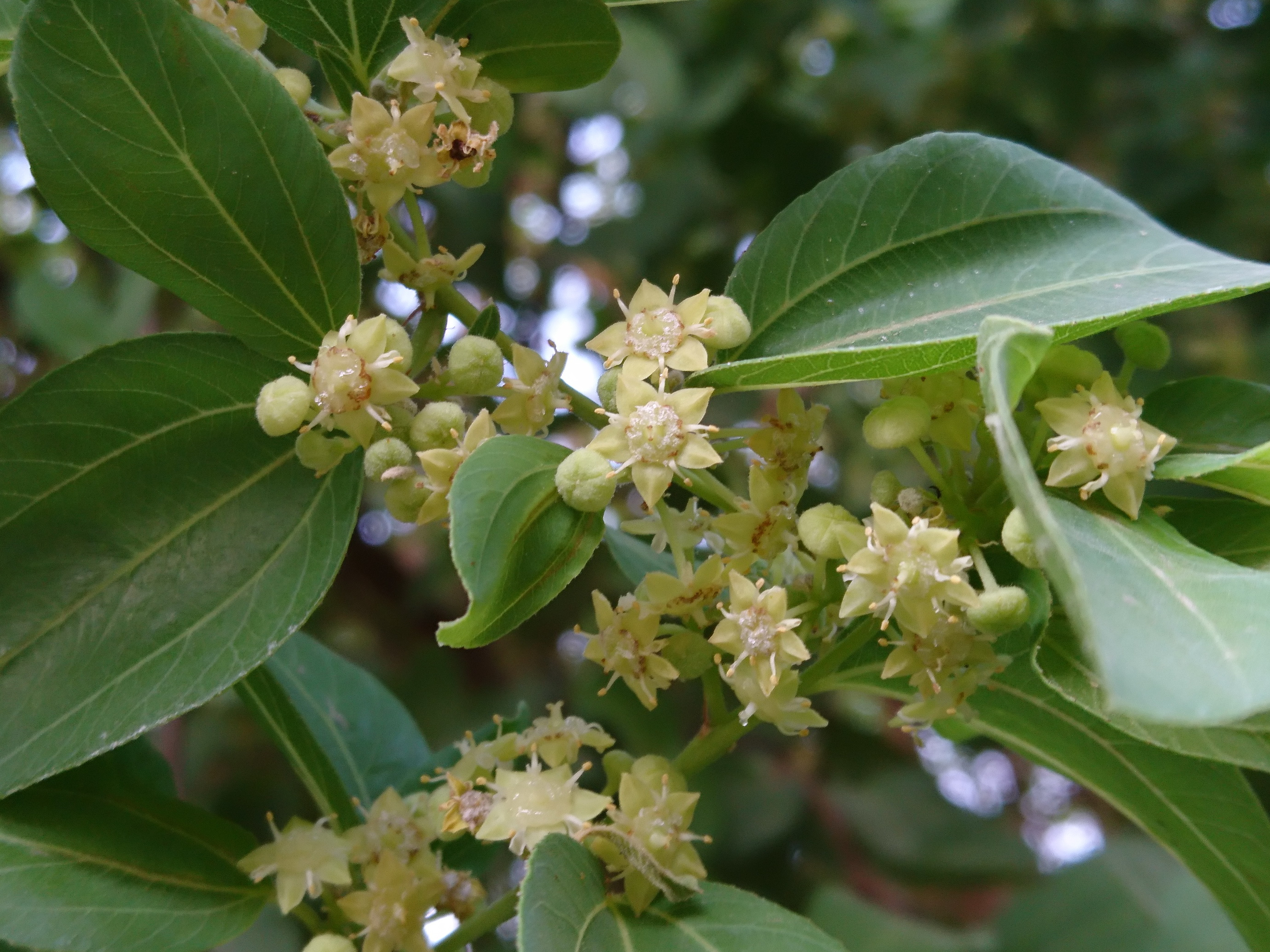
شکوفه درخت کنار، بهبهان
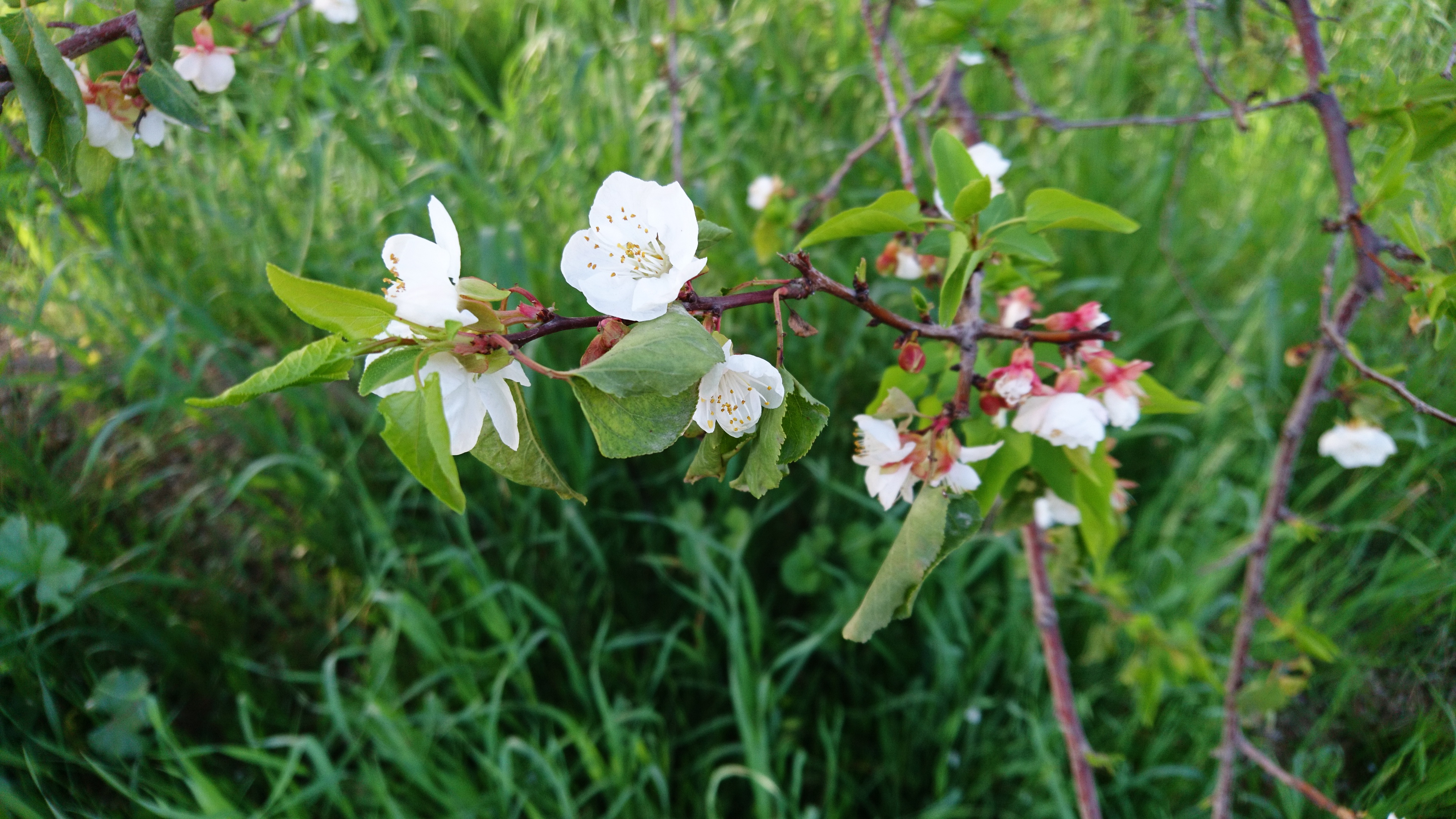
شکوفه زردآلو، بهبهان
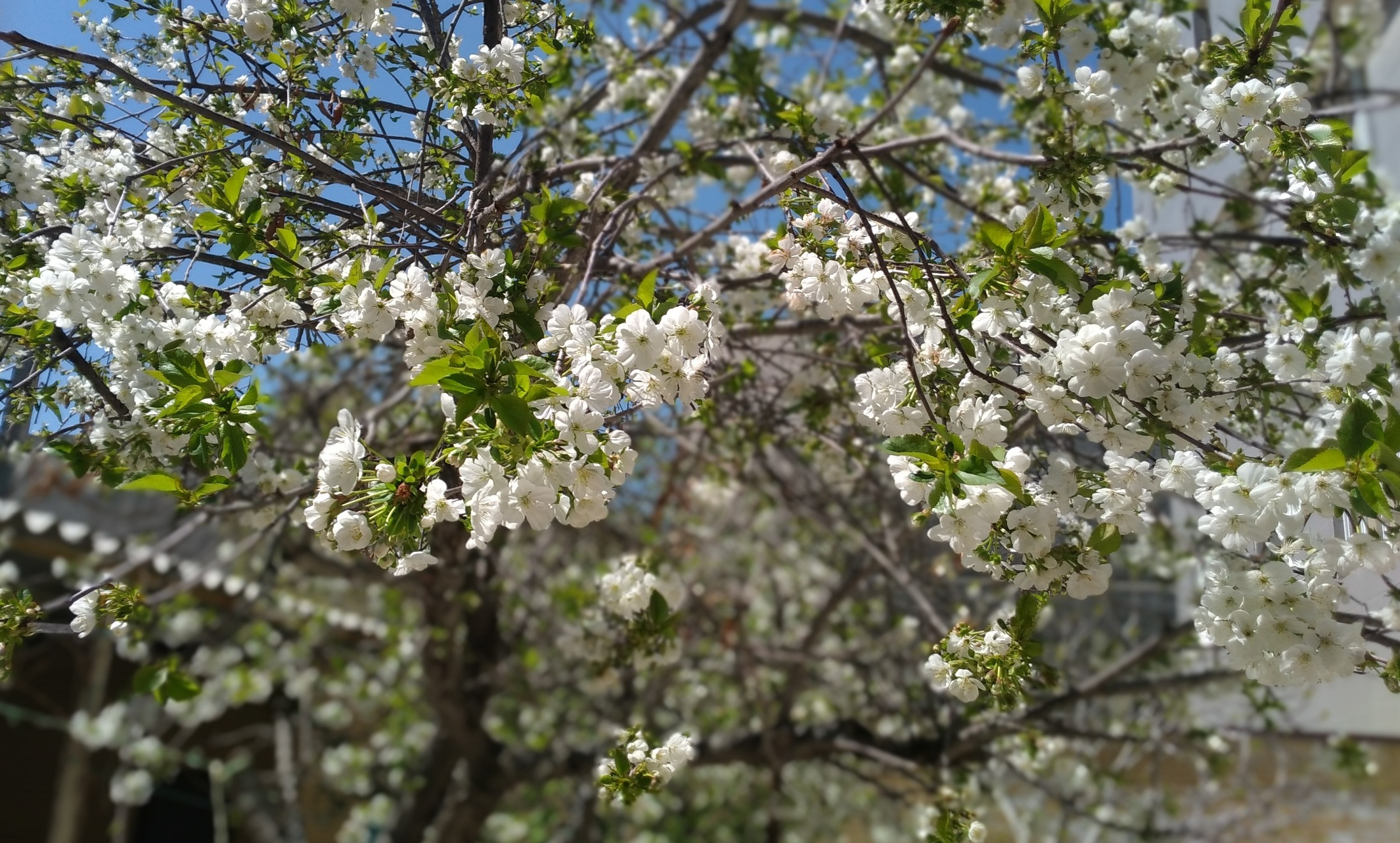
شکوفه درخت آلبالو